# Ruben Hillström

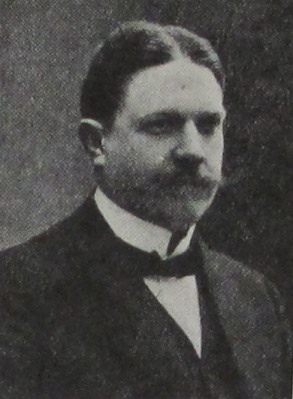
Ruben Hillström.

Eskil Ruben Hillström, född 24 mars 1877 i Gävle, död 11 april 1929 i Söderhamn, var en svensk skolman, dirigent och politiker.
Hillström blev filosofie kandidat vid Uppsala universitet 1898, adjunkt i matematik och fysik i Gävle 1907 samt efterträdde 1910 Julius Centerwall som rektor för  läroverket i Söderhamn. Han utgav Är realskolan mycket dyrare än folkskolan?: Utsikter samt Folkskolan eller realskolan? När och hur sker öfvergången? (1912).
Hillström blev dirigent för Gävleborgs läns sångarförbund 1910, Svenska Sångarförbundets tredje dirigent 1910 och dess andre dirigent 1912. I Söderhamn blev han stadsfullmäktiges sekreterare 1913, stadsfullmäktig 1920 och ordförande i drätselkammaren 1921.